# دانيال بيدروزو
دانيال بيدروزو (بالإسبانية: Daniel Pedrozo) (19 مارس 2004 في كولومبيا - ) هو لاعب كرة قدم كولومبي في مركز الدفاع يلعب في نادي الوصل.

## وصلات خارجية
- دانيال بيدروزو على موقع قاعدة بيانات كرة القدم.إي يو (الإنجليزية)